# Németh Dezső (pszichológus)
Németh Dezső (Szeged, 1975. szeptember 1. –) pszichológus, egyetemi tanár, 2012. november 1-től a budapesti ELTE Pedagógiai és Pszichológiai Kar (ELTE PPK) Pszichológiai Intézet Klinikai Pszichológia és Addiktológia Tanszéken dolgozik. Az Emlékezet, Nyelv és Idegtudomány Kutató Csoport (ELTE-MTA) vezetője 2015. március 1-től.

## Oktatási területei
Általános és kísérleti lélektan, neuropszichológia, pszicholingvisztika.

## Kutatási területei
Automatikus viselkedések; a szokások kialakulásának és átírásának pszichológiai háttere; implicit kogníció; klinikai és kognitív neuropszichológia. Kutatási eredményeit magyar és angol nyelvű szakfolyóiratokban, szakkötetekben publikálja.

## Életpályája

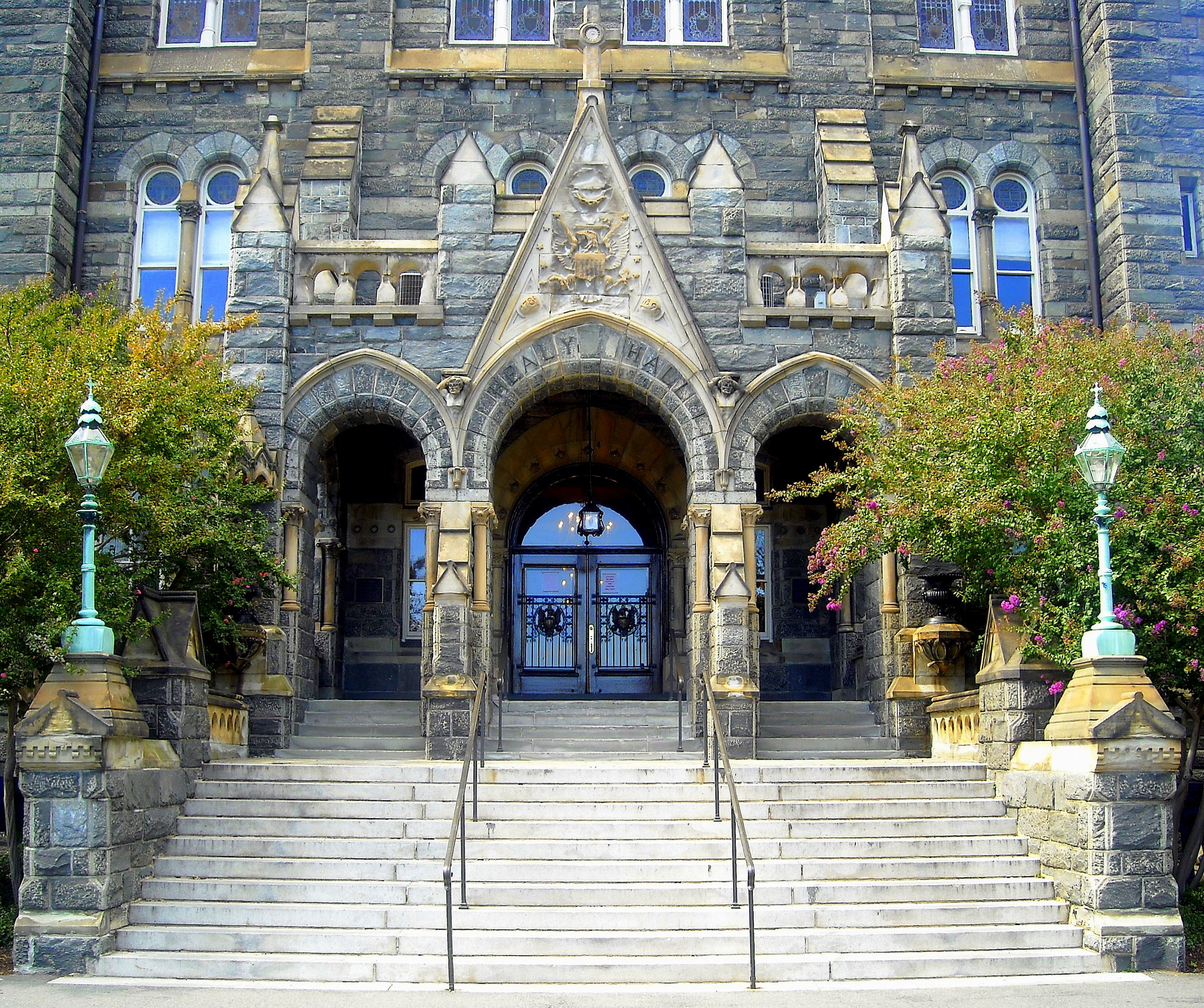
Georgetown University, bejárat

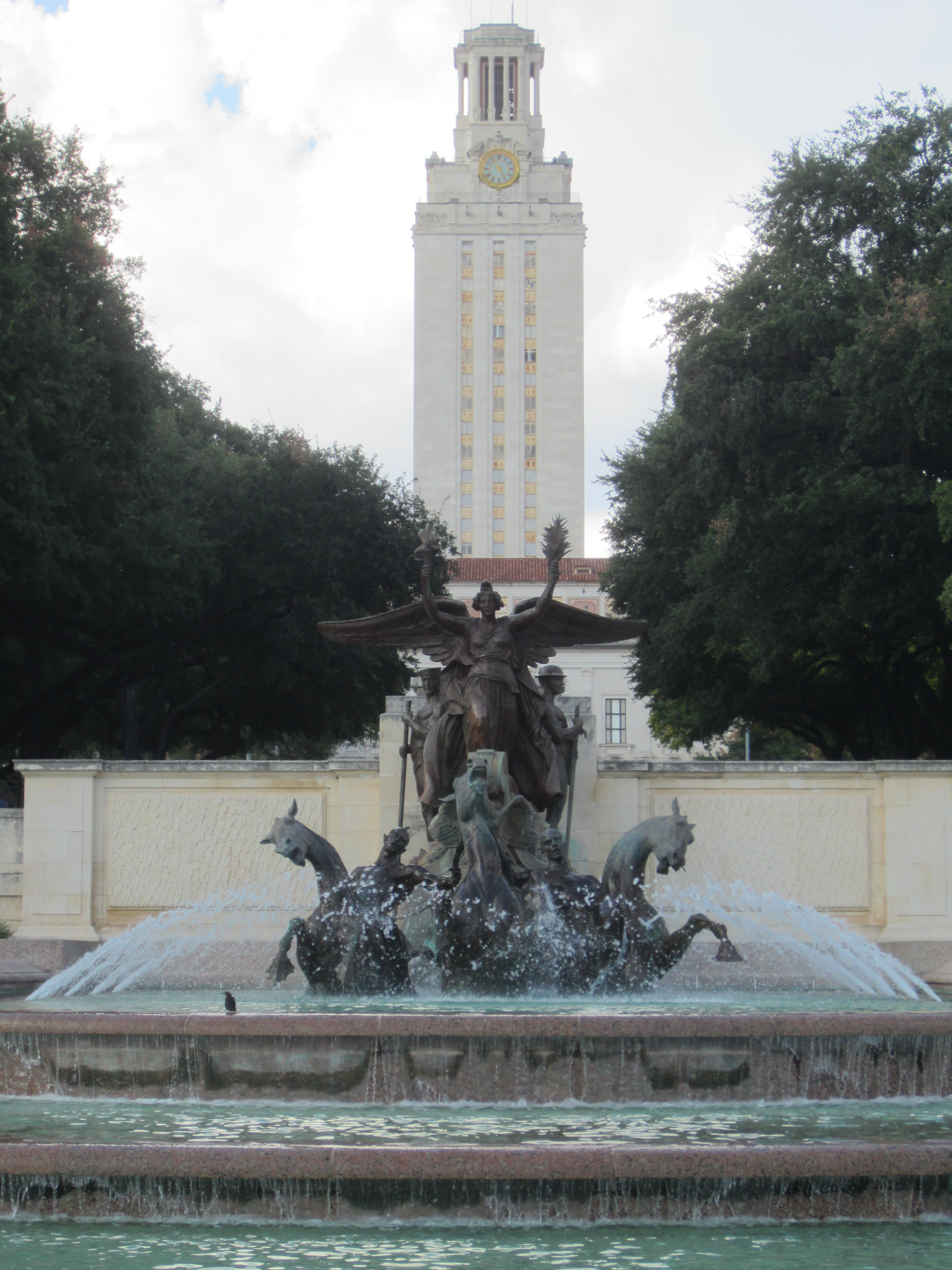
University of Texas, Austin

A SZTE Ságvári Gyakorló Gimnáziumban érettségizett 1994-ben, Szegeden. Felsőfokú tanulmányokat az ELTE Bölcsészettudományi Kar (ELTE-BTK) pszichológia szakon folytatott (1994-1999), Mesterei Kónya Anikó és Pléh Csaba voltak. 1999-2012 között tagja volt a szegedi Megismeréstudományi és Neuropszichológiai Csoportnak. 2007-ben és 2008-ban több hónapot töltött a Georgetown University, Medical School Neuroscience tanszékén (Washington DC) kutatói ösztöndíjakkal. 2011. novembertől 2012. novemberig kutatói ösztöndíjjal a Texasi Egyetemen dolgozott. Számos OTDK helyezett hallgatója van. Munkahelye: SZTE Pszichológiai Intézet (1999-2012. október 31.), ELTE Pedagógiai és Pszichológiai Kar Pszichológiai Intézet 2012. november 1. óta.
Tudományos fokozatai:
- PhD fokozat (kognitív/kísérleti pszichológia), ELTE Pszichológia Doktori Iskola (2005)
- Habilitáció, Pécsi Tudományegyetem (2011)
- MTA Doktori (DSc) fokozat, MTA (2018)

5 fő PhD hallgatója szerzett PhD fokozatot.

## Külföldi tanulmányutak (válogatás)
- International Summer School in Cognitive Science, New Bulgarian University, Sofia (2000)
- International Course -MIND AND BRAIN IV - IMAGES OF THE WORKING BRAIN September 20-26, 2004 at the InterUniversity Center in Dubrovnik, Croatia
- Visiting Professor, Georgetown University, Medical School, Department of Neuroscience (8 hónap - Eötvös Ösztöndíj, 2008 és 2009)
- Visiting Professor, Imaging Reseach Center, University of Texas, Austin, USA (2011-2012)
- Ösztöndíjas kutató a Max Planck Társaság lipcsei intézetében (2015 nyarán)
- Meghívott előadó (City University of New York (CUNY), USA); Princeton University, New Jersey) 2015 április.
- 2016 május 24-28. Meghívott előadó Department of Psychology, Cambridge; majd University of College London, Egyesült Királyság.

## Tudomány- és oktatásszervezés
- A szegedi pszichológiai TDK koordinálása (2000-2011)
- A Szegedi Megismeréstudományi és Neuropszichológia Program szervezése (2002-2011)
- Szegedi Pszichológiai Tanulmányok, szerkesztés (2004-2012)
- SZTE Pszichológiai Intézet – intézetvezető-helyettes (2008-2011)
- MTA Pszichológiai Bizottság, titkár (2009-2012)
- European Research Council (ERC)- Pályázati bíráló bizottsági tag (2013-)

## Tanulmányai (2015-2016)
- Virág Márta, Janacsek Karolina, Németh Dezső (2016). A végrehajtó funkciók és az implicit tanulás versengő kapcsolata. Magyar Pszichológiai Szemle, 2016. 71. 4/6. 733-740.
- Csábi, E., Benedek, P., Janacsek, K., Zavecz, Z., Katona, G., & Nemeth, D. (2016). Declarative and Non-declarative Memory Consolidation in Children with Sleep Disorder. Frontiers in Human Neuroscience, 9, 709.

Absztrakt
A teljes cikk
- Takács, Á., Kóbor, A., Janacsek, K., Honbolygó, F., Csépe, V., & Németh, D. (2015). High trait anxiety is associated with attenuated feedback-related negativity in risky decision making. Neuroscience Letters, 600, 188-192.
- Virag, M., Janacsek, K., Horvath, A., Bujdoso, Z., Fabo, D., & Nemeth, D. (2015). Competition between frontal lobe functions and implicit sequence learning: evidence from the long-term effects of alcohol. Experimental Brain Research, 29 September 2014 / Accepted: 4 April 2015. Springer-Verlag Berlin Heidelberg 2015[5]
- Janacsek K, Ambrus GG, Paulus W, Antal A, Nemeth D.: Right Hemisphere Advantage in Statistical Learning: Evidence From a Probabilistic Sequence Learning Task

BRAIN STIMULATION 8:(2) pp. 277-282. (2015)
DOI
- Dezso Nemeth, Karolina Janacsek, Zsolt Turi, Agnes Lukacs, Don Peckham, Szilvia Szanka, Dorottya Gazso, Noemi Lovassy, Michael T. Ullman: The Production of Nominal and Verbal Inflection in an Agglutinative Language: Evidence from Hungarian.

Published: March 13, 2015
DOI: 10.1371/journal.pone.0119003
PLOS ONE
Abtract, PubMed
- Kóbor, A., Takács, Á., Janacsek, K., Németh, D., Honbolygó, F., & Csépe, V.: Different strategies underlying uncertain decision making: Higher executive performance is associated with enhanced feedback-related negativity

2015 - Psychophysiology 52, 367-377.
Download Archiválva 2015. április 2-i dátummal a Wayback Machine-ben
- Janacsek, K., & Nemeth, D.: The puzzle is complicated: When should working memory be related to implicit sequence learning, and when should it not?

2015 - Cortex 64, 411-412.
Download Archiválva 2015. április 2-i dátummal a Wayback Machine-ben

## Könyvei
- Hoffmann Ildikó–Németh Dezső: Fejezetek a neurolingvisztikából. Nyelvi patológiák és emlékezeti működés; SZEK JGYF, Szeged, 2006
- A nyelvi folyamatok és az emlékezeti rendszerek kapcsolata; Akadémiai, Bp., 2006 (Philosophiae doctores)

## Szerkesztései (válogatás)
- Szegedi pszichológiai tanulmányok. Szeged : JGYF K., 2004. 109 p. : ill. ; ISSN 1789-6061 ; ISBN 963-9167-94-0

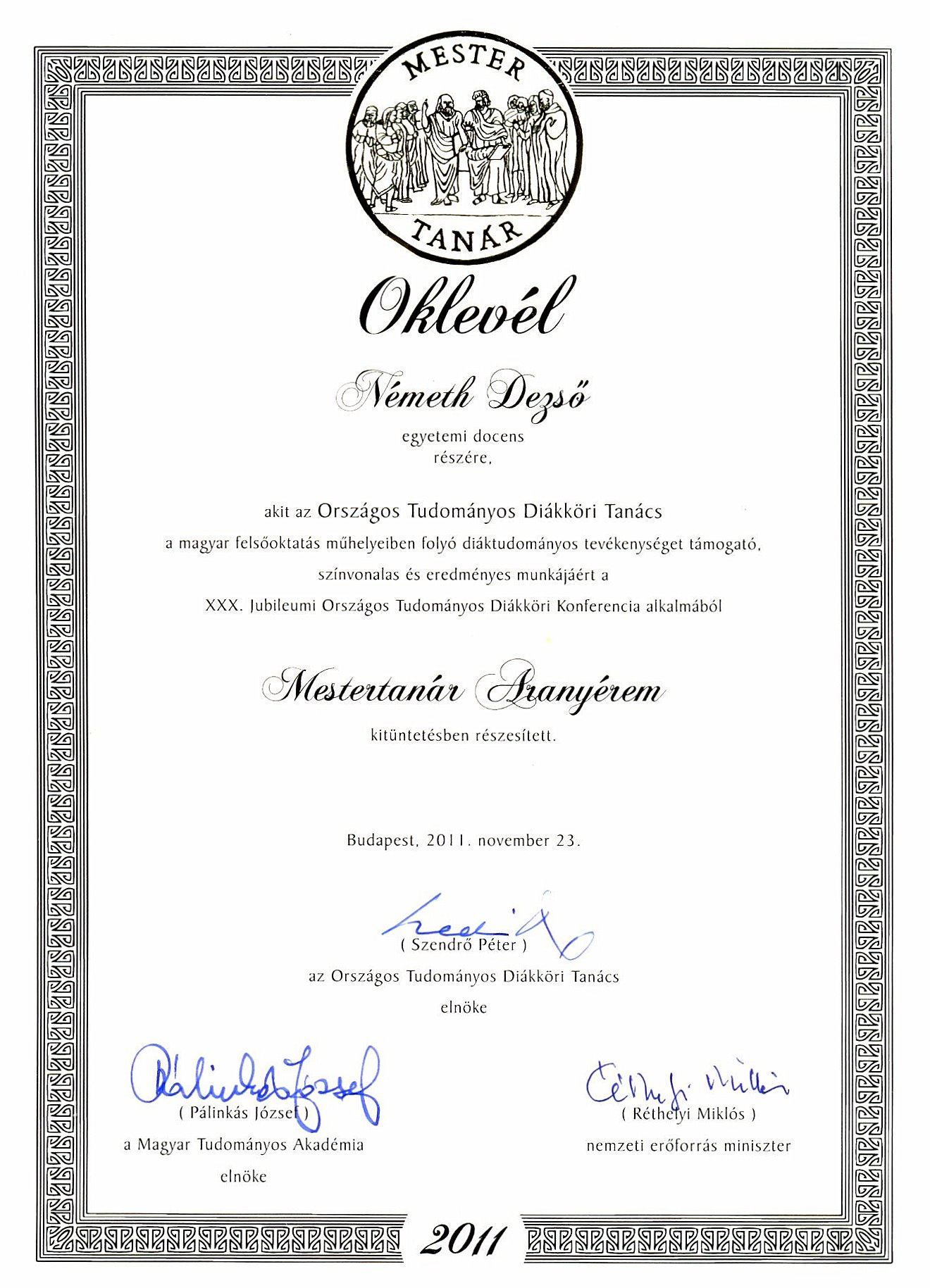
Oklevél a Mestertanár Aranyéremről (2011)

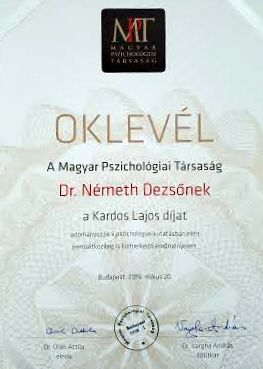
Kardos Lajos Díj 2016

- Szegedi pszichológiai tanulmányok : 2006. Szokolszky Ágnessel, Krajcsi Attilával. Szeged : SZEK JGYFK, 2007. 194 o. ISSN 1789-6061 ; ISBN 978-963-7356-64-3
- Szegedi pszichológiai tanulmányok. Szokolszky Ágnessel, Harsányi Szabolcs Gergővel. Szeged : SZEK JGYFK, 2010. 213 p. ISSN 1789-6061
- Szegedi pszichológiai tanulmányok szerk. Harsányi Szabolcs Gergővel, Janacsek Karolinával. Szeged, JGYTF Kiadó, 2012. ISSN 1789-6061

## Meghívott előadások (válogatás)
- 2004. november 16. - Magyar Tudományos Akadémia - Magyar Tudomány Ünnepe „Nyelvi struktúrák és az agy - Neurolingvisztikai kérdések” ülésszak

„A nyelvi folyamatok és az emlékezeti rendszerek kapcsolata”
- 2007. szeptember 19. - Georgetown University, Medical School, Department of Neuroscience, Washington, DC

„Mental grammar and implicit learning”
- 2007. október 31. - University of Massachusetts, Boston

„The procedural system and mental grammar”
- 2008. április 17. – Georgetown University, Department of Psychology, Washington DC

„Sentence processing and implicit learning”
- 2010. március 3. – Szabadegyetem Előadás – Szegedi Tudományegyetem

„Az intuíció pszichológiai és idegtudományi alapjai”
- 2010. november 23. – Brain and Creativity Institute, University of Southern California, LA

„How can we predict the future implicitly?”
- 2011 május 12-15. Keynote Speaker - III Dubrovnik Conference on Cognitive Science, Dubrovnik

„Development of implicit learning across life-span”
- 2012. január 27. – Cognitive Systems Seminar, Department of Psychology, University of Texas, Austin

„The development and consolidation of implicit learning”
- 2012. február 21. – Department of Psychology, University of California, Berkeley, Kalifornia

„Probabilistic sequence learning: From sleep to consolidation”
- 2012. március 22. – School of Medicine, Johns Hopkins University, Baltimore

„Age-Related Changes and Consolidation of Implicit Sequence Learning”
- 2014. február 5. – Central European University, Budapest

„Cooperative and competitive neurocognitive networks underlying motor, cognitive and social skills”
- 2014. április 17. - Max Planck Institute, Lipcse

Nemeth, D. & Janacsek, K.: „Cooperative and competitive neurocognitive networks underlying cognitive skills”
- 2014. április 25. – University of Zurich, Zürich

Nemeth, D. & Janacsek, K.: „Implicit statistical learning: from acquisition to consolidation”
- 2014. június 23. – International Symposium: Attentional Processes and Implicit Skill Acquisition in Music in Bremen, Germany (Organized by University of Hamburg and Hanse – Wissenschaftskolleg Institute for Advanced Study)

„Competitive neurocognitive networks underlying skill learning”
- 2015: Amszterdam (március 12.); Tallinn; Milan Center for Neuroscience, április, Milánó; Krakkó; London; What do we learn? június, Donostia-San Sebastián, Spanyolország;

## Társasági tagság
- Magyar Pszichológiai Társaság
- Magyar Pszichiátriai Társaság
- Cognitive Neuroscience Society
- International Neuropsychological Society
- European Society for Cognitive Psychology
- Society for the Neural Control of Movement
- Society for Neuroscience

## Elismerések, díjak, ösztöndíjak
- MTA Bolyai János Kutatási Ösztöndíj (2007-2010)
- Magyar Állami Eötvös Ösztöndíj (2007)
- Mérei Ferenc publikációs díj (MTA és a Magyar Pszichológiai Szemle, 2007)
- Pro Scientia Díj (Témavezető, Hungarian Academy of Sciences, 2009)
- Fiatal Előadók Díja (2009, 2010, 2011)
- Mestertanár Aranyérem (OTDT, 2011)[6][7]
- A hónap kutatója (OTKA, 2014. január)[8]
- Kardos Lajos díj (2016. június 2; Magyar Pszichológiai Társaságtól)
- Pro Ingenio Nívódíj (ELTE, 2016. szeptember 9.)[9]
- Pro Progressio Eruditionis Díj (ELTE PPK, 2016 szeptember 16.)[10]
- Kardos Lajos Commemorative Medal (Institute for Psychology, Hungarian Academy of Sciences, 2016)

## Média visszhangokból
- A New Scientist beszámolt az Alvás és implicit tanulás kutatási projektről (Nemeth et al. 2010. Experimental Brain Research) – New Scientist, 2009. november 26.
- A Psychology Today beszámolt az Implicit tanulás autizmusban kutatásról (Nemeth et al. 2010 PLoS ONE) – Psychology Today, 2010. július 26.
- The Wall Street Journal beszámolt a nyaki verőérszűkület hatása a kognitív funkciókra kutatásról (2013. július 9.)[11]

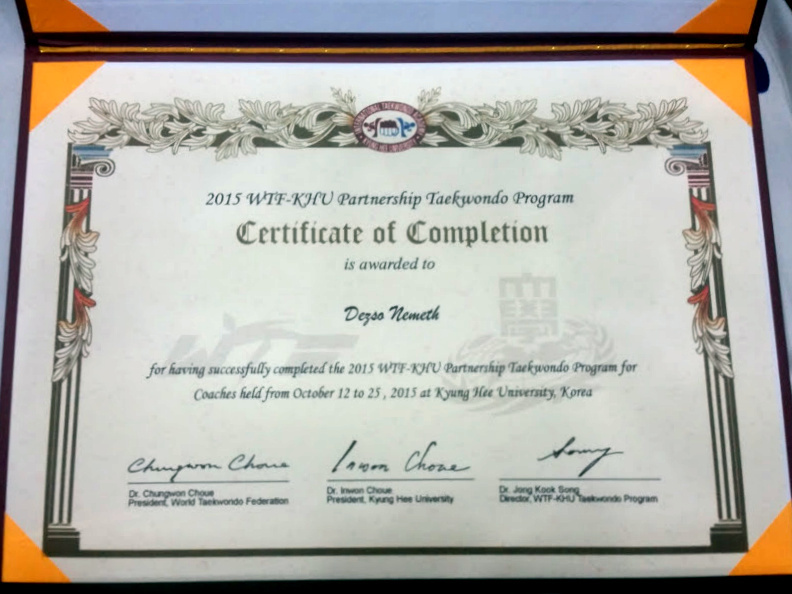
Oklevele a szöuli taekwondo edzői tanfolyamról (2015)

## Hobbi
- Fényképezés, WTF Taekwondo edzés.[12][13] Schautek Gyula 5. Dan feketeöv-fokozatú vezető edző egyesületében, a Too Kyun Taekwondo Klubban edz, edzői szakvizsgát tett 2016-ban.

## Videók
- Az intuíció pszichológiai és idegtudományi alapjai, felvétel ideje 2010. március 3., SZTE
- U.a. feltöltés ideje 2012. november 29.; youtube.com
- Emlékezés a jövőre, kolorVIRUSKLUB, youtube.com, feltöltve 2013. június 6.
- Interjú Nagy Feróval, Németh Dezsővel, rtlklub.hu, 2014. július

## Fotók
- Harmadik Kor Egyeteme, 13 fotó, 2013. december 18.